# 土佐一宮站
土佐一宮站（日语：／ Tosa-ikku eki */?）是一位於日本高知縣高知市一宮徳谷、隸屬於四國旅客鐵道（JR四國）的鐵路車站。車站編號為D43。

## 車站結構
現時站舍為第二代單層混凝土簡易式車站，只設有候車室及自動售票機。車站旁邊設有洗手間。第一代為木製建築，70年代末期至80年代初被拆毀。
穿過站舍後，可沿斜道前往1號月台。但輪椅乘客卻無法前往2號月台候車。

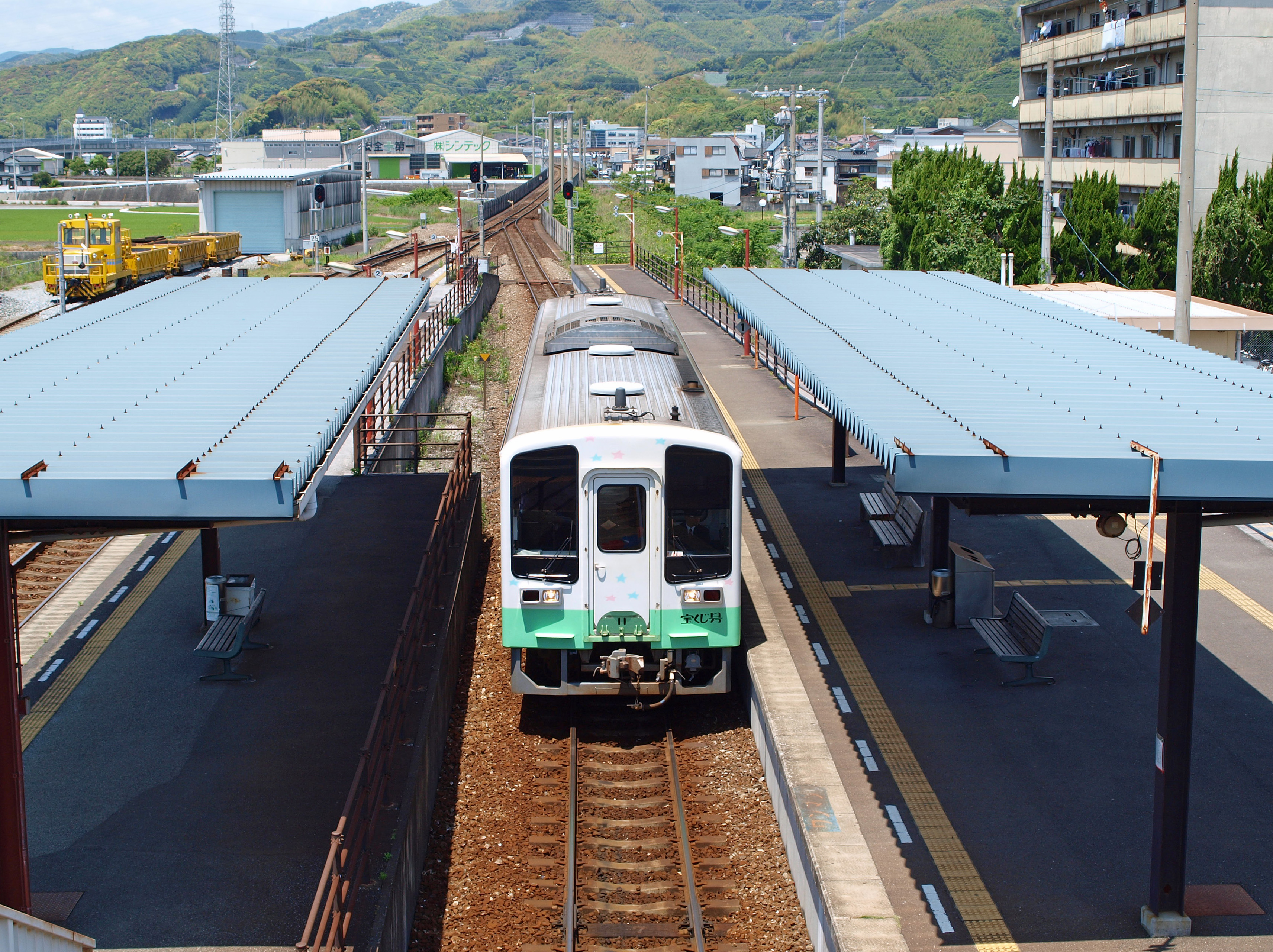
從天橋上下攝1號月台，一輛土佐黑潮鐵道阿佐線的列車正在避車。

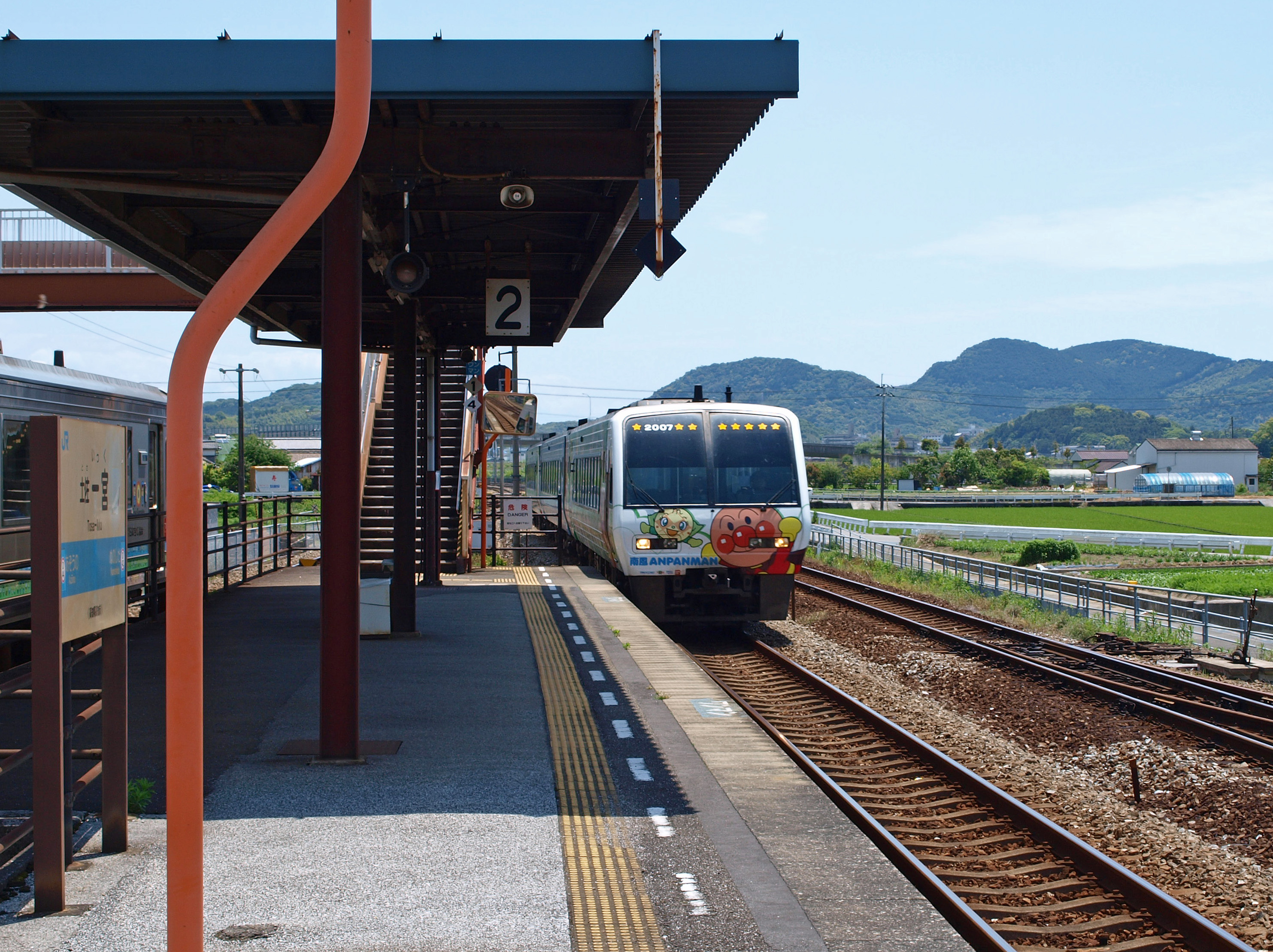
一列掛上麵包超人圖案的下行特急列車正由2號月台通過中。

本站最初的設計為側式月台2個，其中原1號月台為避線，並能讓高知開來的列車在此交換駕駛員，1998-99年期間，為配合高知運轉所由高知站遷往布師田站的新址，本站路軌重新安排。改建後，原2號月台變成島式月台（其中靠近新路軌一邊被圍杆所封閉），1號月台為新的側式月台。變成側式月台及島式月台各1個，共提供2面2線的配置。原1號月台的路軌則變成3號線路軌（但不設月台，原月台已拆掉），用作回廠之用。
兩邊月台的有效長度皆為4節車廂長。

### 月台配置
| 月台 | 路線    | 方向     | 目的地                               |
| ---- | ------- | -------- | ------------------------------------ |
| 1、2 | ■土讚線 | （下行） | 高知、伊野、須崎、窪川方向           |
| 1、2 | ■土讚線 | （上行） | 阿波池田、土佐山田、安藝、奈半利方向 |

## 歷史
- 1925年12月5日：開業。
- 1970年10月1日：無人化、簡易委託化。
- 1980年代初：原本站舍改建為簡易車站。[3]
- 1987年4月1日：日本國鐵分割民營化，車站的營運由JR四國繼承。
- 1999年：月台及路軌重新編配。

## 相鄰車站
四國旅客鐵道（JR四國）
■土讚線
土佐大津（D41）－布師田（D42）（※）－土佐一宮（D43）－薊野（D44）（※）－高知（D45/K00）
（※）一部的上行普通列車不停靠薊野站或布師田站。

## 外部連結
- JR四國土佐一宮站發車資訊 （页面存档备份，存于）